# Fannie May
Fannie May Confection Brands, Inc., semplicemente Fannie May, è un'azienda statunitense con sede a Chicago, specializzata in prodotti dolciari di proprietà della Ferrero.
Produce una vasta gamma di prodotti, tra cui cioccolatini ricoperti, a scaglie, al caramello, a quadretti, con frutti di bosco, avvolti a spirale, stampati, confezionati singolarmente e in scatola.

## Storia
La società venne fondata nel 1920 da Henry Teller Archibald, che aprì il primo negozio al numero 11 di North LaSalle Street, a Chicago, vendendo principalmente caramelle al burro.
Durante la seconda guerra mondiale, l'approvvigionamento di alcuni ingredienti divenne difficile, ma l’azienda non alterò le proprie ricette né compromise la qualità dei prodotti. Nel corso dei decenni successivi, Fannie May consolidò la propria reputazione nel Midwest grazie alla produzione di un ampio assortimento di cioccolatini tra cui enrobed, barks, caramelle al caramello, berries, cioccolatini stampati, confezionati singolarmente o in scatola.
Negli anni ’80, Fannie May avviò la propria espansione geografica, aprendo il primo punto vendita nel Missouri. Alla fine del decennio, operava oltre 250 negozi, principalmente nel Midwest. Nel 1992, la società madre, la Archibald Candy Company, acquisì il marchio Fanny Farmer, storico cioccolatiere del Nordest degli Stati Uniti, assorbendone i circa 200 punti vendita. L’operazione, però, si rivelò troppo onerosa e, a causa di una gestione aziendale priva di una solida strategia e finanziamenti adeguati, Archibald dichiarò bancarotta e chiuse oltre 200 negozi.

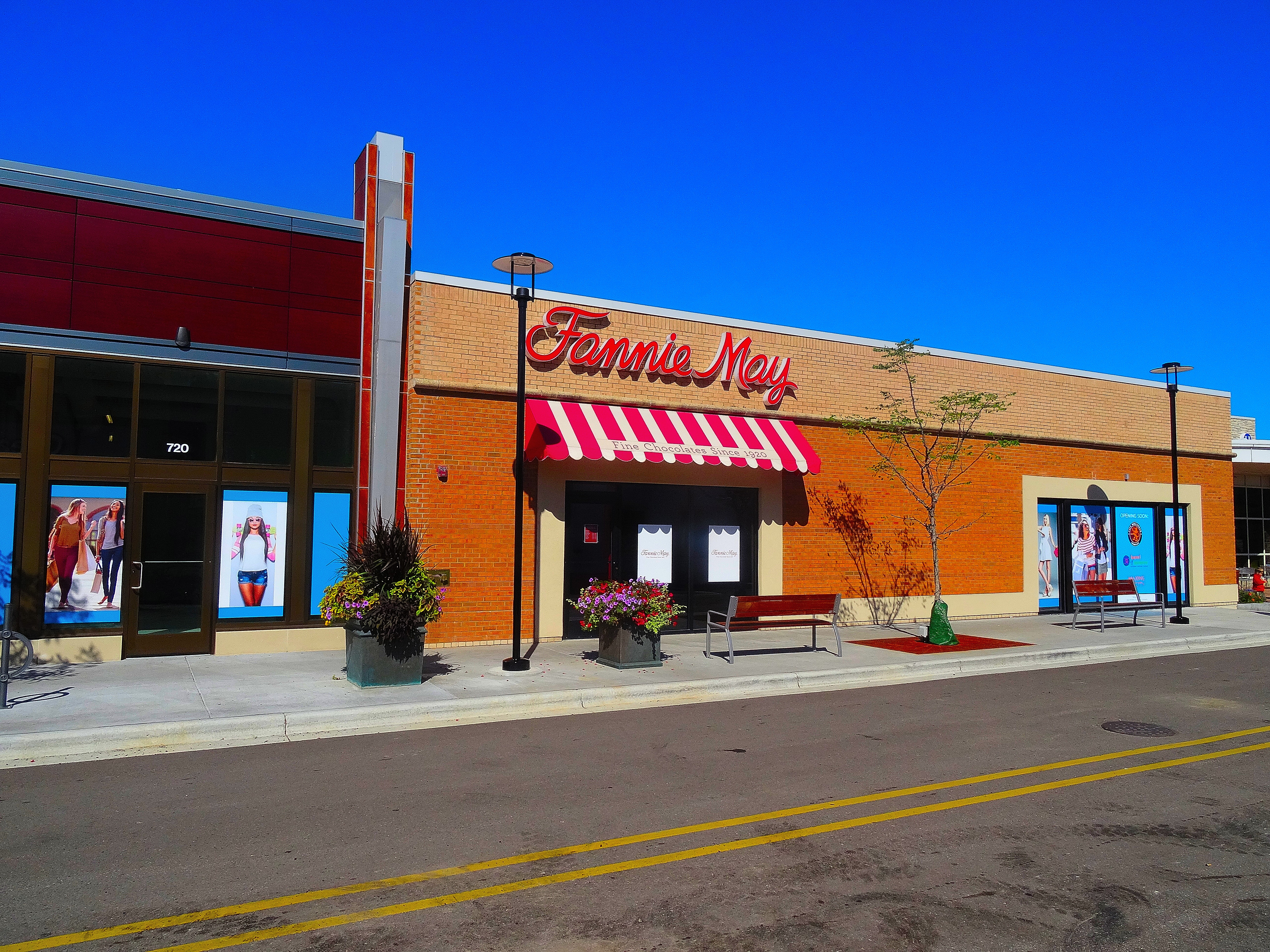
Un negozio di Fannie May

Nel 2004, la Alpine Confections rilevò Archibald dalla procedura fallimentare, incorporò Fanny Farmer in Fannie May e trasferì la produzione presso l’impianto di Harry London Candies a Green, Ohio, già di sua proprietà. Nello stesso anno riaprì il marchio con 45 negozi attivi. La fabbrica di North Canton (Ohio) divenne il fulcro produttivo, con una capacità annua di oltre 9 milioni di libbre di cioccolato, raggiungendo picchi stagionali fino a 60.000 libbre al giorno.
Nel 2006, Fannie May venne acquisita per 85 milioni di dollari dal rivenditore online 1-800-Flowers.com. La produzione rimase in Ohio, mentre la sede amministrativa continuò a essere a Chicago. Fannie May continuò a offrire prodotti adatti a soggetti con intolleranze o allergie (privi di glutine, latticini, uova, miele, grano o oli), molti dei quali certificati kosher dall'Unione delle Congregazioni Ebraiche Ortodosse d'America.
Nel marzo 2017, il gruppo italiano Ferrero annunciò l’acquisizione di Fannie May per 115 milioni di dollari. L’obiettivo di Ferrero fu l’espansione del marchio a livello nazionale negli Stati Uniti, oltre la storica presenza regionale. Fannie May venne mantenuta come marchio indipendente, con sede a Chicago, mentre la produzione e logistica continuarono a essere centralizzate in Ohio. Ferrero rafforzò anche l’innovazione di prodotto: nel solo 2023 furono introdotte oltre 250 novità, tra cui versioni “mini” dei celebri Pixies e Mint Meltaways, commercializzate in pratici stand-up bags.

## Linee e prodotti
Fannie May è conosciuta per una serie di biscotti iconici, molti dei quali sono rimasti in produzione per decenni:
- Classic Favorites: include assortimenti come le Pixies (cioccolatini al latte, introdotti nel 1946), le Mint Meltaways (al cioccolato fondente e mentolo, introdotte nel 1963), e le Trinidads (center al truffle bianco e cocco, dal 1972);
- Assorted Milk & Dark Chocolates: confezioni miste che combinano Mini Pixies, Truffle al caramello, Sea Salt Caramels e Lava Cake al cioccolato fondente;
- Milk Chocolate Assortment: scatole regalo da circa 4,6 oz con mini Pixies, hot fudge truffles, caramello e caramel presents:
- Snack Mix / Mix di frutta secca:
  - Rocky Road Chocolatier’s Mix: mix di marshmallow, noci (noci pecan, mandorle) ricoperte di cioccolato al latte;
  - S’mores Snack Mix: mix di cioccolato al latte, marshmallow e graham cracker; apprezzatissimo da consumatori, spesso venduto in edizioni stagionali e club come Costco Reddit;
- Chocolate Bars (tavoletta): lanciata nel 2022 con quattro varianti: Pecan Brittle al cioccolato al latte, Butterscotch con sale marino, Dark Mint & Cookie e Dark Sea Salt Almond; disponibili nei negozi Fannie May, Walgreens e online;
- Chocolate Bar Variety Pack: pacco assortito di mini-barrette (ad es. 12 barrette da 25.99 $) disponibile sul sito ufficiale fanniemay.com.
- Collezioni regalo stagionali e tematiche, come:
  - Heritage Collection Signature Wrap;
  - Signature Gift Tower;
  - Autumn Leaves, Chicago Skyline Gift Tin, e altri assortimenti di caramelle e cioccolatini disponibili in varie misure